# Cal Co
|  | Aquest article tracta sobre l'edifici al terme de Cercs. Si cerqueu l'edifici al terme del Prat, vegeu «Cal Puig (el Prat de Llobregat)». |

Cal Co és un habitatge al municipi de Cercs (el Berguedà) que forma part de l'Inventari del Patrimoni Arquitectònic de Catalunya. Forma part de la zona d'eixample de l'antic nucli de Pont de Rabentí. Com la majoria d'aquestes construccions, cal datar la seva edificació com de finals del segle xix, amb notables modificacions i ampliacions ja plenament entrats al segle xx.
Consta de dos volums edificats. El situat més a l'interior de la traça de la carretera de Ribes és més antic i de menor alçada. El seu aparell i tipologia es continua en la nova edificació més moderna que té un interès arquitectònic més elevat.
La construcció és formada per planta baixa més dos pisos i golfes. El nivell d'edificació està per sota de la traça actual de la carretera, igual que les cases adjacents, formant un petit espai anterior. L'aparell és de pedra irregular unida amb morter i reforçat a les cantonades amb pedra rectangular ben treballada. Les obertures són emmarcades amb obra vista moderna. Obertures regulars i ben distribuïdes tant a la façana com al lateral. A la primera planta s'ha perdut un balcó sortit de grans dimensions i al tercer nivell s'hi ha efectuat un afegit en obra vista moderna. La teulada és a doble vessant i carener perpendicular a la façana principal.